# Harpobittacus christine
Harpobittacus christine är en näbbsländeart som beskrevs av Christine Lynette Lambkin 1994. Harpobittacus christine ingår i släktet Harpobittacus och familjen styltsländor. Inga underarter finns listade i Catalogue of Life.